# نيون جينيسيس إيفانجيليون: صديقة الفولاذ
نيون جينيسيس إيفانجيليون: صديقة الفولاذ (新世紀エヴァンゲリオン鋼鉄のガールフレンド Shin Seiki Evangerion: Kōtetsu no Gārufurendo)، أو نيون جينيسيس إيفانجيليون: عذراء الحديد، هي لعبة فيديو مقتبسة من سلسلة الأنمي/المانغا نيون جينيسيس إيفانجيليون، أُصدرت رسمياً فقط في اليابان.

## الإصدارات
أُصدرت النسخة الأصلية بواسطة غايناكس لحواسب مايكروسوفت ويندوز الشخصية عام 1997. بعد ذلك، أصدرت نسخة الماكنتوش في تجاوب مع طلبات مستخدمي الماك. في أبريل 2006، أصدرت النسخة «الخاصة» للبلاي ستيشن 2 والحواسب الشخصية كجزء من الذكرى العاشرة لإيفانجيليون، مع مشاهد إضافية تركز على حياة قواد الترايدنت. في 9 أبريل 2009، أصدرت نسخة البلاي ستيشن بورتبل.

## القصة
انتقلت الفتاة ذات الـ14 عاماً مانا كيريشيما (الأداء الصوتي: ميغومي هاياشيبارا) إلى مدرسة شينجي إيكاري وبدأت من الفور بتكوين علاقة ودية معه. الأمر الذي أدى لثوران غيرة أسكا، التي تشك أيضاً في كون مانا جاسوسة تحاول الحصول على معلومات من شينجي عن نيرف والإيفا. ريه أيانامي حاضرة في اللعبة لكن دورها ليس أكثر من دور جانبي، إلا أنها تبدو متوافقة مع شكوك أسكا. تدريجياً، انكشفت علاقة شينجي ومانا وانتهى الأمر بهما بأن ذهبا في موعد. اتضح فيما بعد أن مانا إحدى قواد الاختبار الثلاثة لوحدات الترايدنت (أو يسمى «زاحف الريف»)، المنافس الجديد للإيفانجيليون، مشابه لجت ألون، ومن هنا جاء الاسم صديقة الفولاذ. في نهاية المطاف، هاج الترايدنت وعلى الإيفا تدميره.
التفاعل في اللعبة محدود على المشي في المناطق حتى يثار الحدث التالي. على كل حال، فإن الفرع الحقيقي يحدث في نهاية اللعبة، حيث يمكن للاعب أن يختار بين التركيز على مانا، أو أسكا أو كاجي. هذا الاختبار يحدد أي واحد من النهايات الثلاث سوف تعرض، مع نهاية رابعة خاصة بالبلاي ستيشن 2.
في نهاية مانا، اكتشف أن مانا لم تمت في المعركة. قام شينجي بإنقاذها وأعادها إلى شقته. أثناء النقاش مع ميساتو، تمت الموافقة على أن مانا يجب أن تغادر طوكيو-3، وقامت بوداع باكٍ لشينجي الذي ظفر بحبها.
في نهاية أسكا، ساعدت أسكا شينجي في تغلبه على حزنه وتقرب الاثنان نتيجة لذلك. تحتوي النهاية على صور عاطفية لشينجي وأسكا معاً، بما في ذلك مشهد متحرك حيث تحتضن أسكا شينجي.
النهاية الثالثة مع كاجي لا تركز على أية شخصية كما في النهايتين السابقتين. اكتشف أيضاً أن مانا لم تمت، وتقوم بتوديعه، حيث يرد شينجي «سأكون بانتظاركِ».
هنالك أيضاً نهاية إضافية لإصدار البلاي ستيشن 2. وفيه، أثناء بحثه عن مأوى عن المطر، يحاول شينجي نسيان مشاكله ومانا بشراب. ويسقط في النهاية عند النفايات في الخارج حيث تعثر عليه مانا. بعد تجفيف ملابسه، قضى الاثنان تلك الليلة معاً وأفصح كل منهما عن مشاعره للآخر. انتهى المطاف بمانا بالعمل في نيرف، بعد الكثير من العمل الورقي، لكي تكون مع شينجي. تابعت أسكا حياتها الاعتيادية وانتهى المشهد بتمسك شينجي ومانا يداً بيد حيث تقول مانا «شكراً لك».
أغنية النهاية هي 予感 (يوكان «الهاجس»)، بأداء يوكو تاكاهاشي.

## الاستقبال
فازت صديقة الفولاذ بجائزة أنيميشن كوبه ل«أفضل برمجية تفاعلية». بيعت 4603 نسخ من نسخة البلاي ستيشن بورتبل في أسبوع إصدارها.

## وصلات خارجية
- (باليابانية) الموقع الرسمي
- (بالإنجليزية) مانا كيريشيما: مراجعة
- (باليابانية) معلومات عن النسخة الخاصة
- تحتوي ترجمات للنهايات المختلفة